# Pedro Fernández de Velasco (1399-1470)
Pedro Fernández de Velasco y Solier (c. 1399-25 de febrero de 1470), conocido como el buen conde de Haro, fue un noble castellano de la casa de Velasco, miembro del Consejo Real de Castilla, camarero mayor del rey, y condestable de Castilla. Su influencia en la Baja Edad Media castellana fue significativa, acumulando importantes dominios y contribuyendo al fortalecimiento del linaje Velasco.

## Biografía
Pedro Fernández de Velasco nació aproximadamente en 1399 en Medina de Pomar, en la comarca de Las Merindades, una región estratégica en Castilla la Vieja que constituía un enclave importante en la política y economía castellanas de la época. Era hijo de Juan Fernández de Velasco y Sarmiento, señor de Medina de Pomar y Briviesca, y de María de Solier de Meneses, señora de Villalpando. Su familia, la casa de Velasco, era una de las más influyentes de la nobleza castellana durante la Baja Edad Media.
Desde joven, Fernández de Velasco se integró en la vida política y militar, destacándose por su lealtad al rey Juan II de Castilla, quien le otorgó el título de camarero mayor y lo nombró miembro del Consejo Real de Castilla.

### Carrera política y títulos
La carrera política de Pedro Fernández de Velasco comenzó en 1418, tras la muerte de su padre. Inicialmente, su relación con la Corte fue ambigua, pero su apoyo a la monarquía se consolidó rápidamente, especialmente en torno al rey Juan II de Castilla y su favorito, el influyente Álvaro de Luna. En 1420, Fernández de Velasco fue nombrado merino mayor de Castilla, cargo que le otorgaba autoridad judicial y militar en las regiones bajo su control. Este nombramiento marcó el inicio de una relación de confianza con el monarca.
En 1429, en reconocimiento a sus servicios y lealtad, Juan II le otorgó las villas de Haro y Belorado. Un año después, en 1430, el rey le concedió el título de conde de Haro, convirtiéndose así en el primer conde de Haro y ganando el apodo de «el buen conde de Haro». Esta distinción marcó el inicio de un periodo de gran influencia y poder para Pedro, posicionándolo como una de las figuras nobles más respetadas de Castilla.

### Conflictos y lealtades en la corte
A lo largo de su carrera, Pedro Fernández de Velasco mantuvo una relación compleja con Álvaro de Luna, el principal consejero y favorito de Juan II de Castilla. Aunque en sus primeros años de servicio colaboró estrechamente con Luna, las tensiones entre ambos aumentaron con el tiempo, reflejando las intrigas y luchas de poder de la corte castellana del siglo XV. A pesar de los conflictos con Luna, Fernández de Velasco se esforzó por no comprometer su lealtad al rey, buscando un equilibrio entre sus propios intereses y su fidelidad a la corona.
En 1445, su lealtad a la monarquía fue puesta a prueba en la batalla de Olmedo. En este enfrentamiento, apoyó al monarca contra los Infantes de Aragón y otros nobles castellanos que cuestionaban la autoridad de Juan II. La victoria en Olmedo consolidó aún más su posición en la corte y destacó su compromiso con la defensa de la autoridad real. A pesar de sus enfrentamientos con Luna, Fernández de Velasco mantuvo la confianza de Juan II, quien valoraba su lealtad y su capacidad para proteger los intereses del reino.

### Servicio bajo Enrique IV y título de Condestable
Después de la muerte de Juan II de Castilla en 1454, Pedro Fernández de Velasco continuó su servicio bajo el reinado de su sucesor, Enrique IV de Castilla. Este periodo fue marcado por la inestabilidad política y los constantes conflictos entre facciones nobiliarias, que cuestionaban la autoridad del monarca. En este contexto, Fernández de Velasco se consolidó como uno de los principales defensores de la causa real, demostrando su lealtad y habilidad para manejar situaciones de crisis.
En 1462, Enrique IV le otorgó el título de condestable de Castilla, el segundo cargo militar más alto después del propio rey, que también incluía funciones diplomáticas y judiciales. Este nombramiento no solo reforzó su prestigio personal, sino que también consolidó el poder de la Casa de Velasco como uno de los linajes más influyentes de Castilla en el siglo XV.
Como condestable, Fernández de Velasco tuvo la responsabilidad de mantener la estabilidad en un reino fragmentado por conflictos entre facciones nobiliarias y crecientes críticas a la autoridad de Enrique IV. A pesar de las presiones de las facciones que apoyaban al príncipe Alfonso, Fernández de Velasco se mantuvo fiel a Enrique IV, defendiendo la legitimidad de la monarquía en medio de las continuas disputas internas.
Fernández de Velasco continuó en su rol de condestable hasta su muerte en 1470, dejando un legado de firmeza y diplomacia en uno de los cargos más relevantes de la corte. Su actuación consolidó a la Casa de Velasco como una de las familias más influyentes de Castilla, un legado que sus descendientes continuarían en generaciones posteriores.

### Últimos años y legado
En los últimos años de su vida, la lealtad de Pedro Fernández de Velasco a Enrique IV de Castilla se volvió más compleja debido a las crecientes divisiones entre la nobleza y la debilitación de la autoridad monárquica. A pesar de las dudas generadas por la inestabilidad política y los conflictos de poder entre los nobles y el monarca, Fernández de Velasco se mantuvo leal a la causa real hasta su muerte en 1470 en Medina de Pomar. Su vida fue un reflejo de las complejidades de la Castilla del siglo XV, una época marcada por alianzas cambiantes y el predominio de los grandes linajes nobiliarios en la política del reino.
El legado de Pedro Fernández de Velasco se extendió a través de sus descendientes, quienes continuaron ocupando posiciones importantes en la monarquía castellana y desempeñaron un papel fundamental en la estructura política y social de Castilla. Su linaje, la casa de Velasco, se consolidó como una de las familias nobiliarias más poderosas e influyentes de la Castilla medieval, contribuyendo a la política, cultura y estabilidad del reino en los siglos siguientes.

## Señoríos y dominios
A lo largo de su vida, Pedro Fernández de Velasco acumuló una extensa red de señoríos que fortaleció el poder de su linaje y consolidó a la casa de Velasco como una de las familias más influyentes en la Castilla del siglo XV. Estos dominios, distribuidos en varias regiones estratégicas, le otorgaron un notable poder económico, militar y social, lo que le permitió afianzar su estatus en la corte y consolidar el legado de su familia.
Entre los principales señoríos que poseyó se encuentran:
- Soba
- Ruesga
- Belorado
- La Puebla de Arganzón
- Arnedo
- Medina de Pomar
- Santo Domingo de Silos
- Salas de los Infantes
- Villalpando
- Frías
- Herrera de Pisuerga
- Villadiego
- Briviesca

Estos dominios estaban ubicados en puntos estratégicos que le permitieron ejercer una notable influencia en Castilla la Vieja y consolidar la presencia de la Casa de Velasco en importantes regiones del reino. Además, Medina de Pomar y Frías, dos de sus principales posesiones, fueron centros administrativos y militares desde donde dirigió sus dominios y fortaleció la lealtad de sus vasallos.
La posesión de estos territorios contribuyó a que la Casa de Velasco se consolidara como una de las casas nobiliarias más poderosas de la Corona de Castilla, lo que les permitió mantener una influencia política significativa y un sólido control territorial que continuaría en generaciones futuras.
Además de su relevancia territorial, estos señoríos le proporcionaban recursos económicos que financiaron su papel como condestable de Castilla y sus actividades en la corte, así como su capacidad para actuar como mecenas y protector de instituciones religiosas. Entre sus obras de mayor relevancia se encuentra la fundación del hospital de la Vera Cruz en Medina de Pomar, una institución que refleja tanto su piedad personal como su compromiso con el bienestar de sus dominios.

## Fundación del hospital de la Vera Cruz
En 1455, Pedro Fernández de Velasco fundó el hospital de la Vera Cruz en su villa de Medina de Pomar, junto al monasterio de Santa Clara. La fundación de este hospital respondía al deseo de Pedro de asegurar la salvación de su alma y la de sus familiares, al tiempo que proporcionaba atención y ayuda a los más necesitados de sus dominios. Esta institución refleja no solo su piedad personal, sino también su compromiso con el bienestar de sus vasallos y su rol como protector y mecenas en la región.
El hospital contaba, además, con una biblioteca especializada en textos religiosos y sagrados, cuidadosamente seleccionados por el propio conde. Los códices, destinados a la lectura y estudio de las Sagradas Escrituras, constituían una colección única para la época, ya que fueron seleccionados con el propósito de fomentar el conocimiento religioso y la devoción entre los clérigos y visitantes del hospital. Esta colección de libros y códices permaneció en el hospital durante casi trescientos años, convertida en una de las bibliotecas religiosas más importantes del periodo medieval en Castilla.
Aunque no se dispone de documentos precisos sobre su destino posterior, se cree que parte de esta colección fue adquirida en el siglo XVIII por la Biblioteca Real a través de Juan de Iriarte, quien gestionó varias adquisiciones importantes para dicha institución en esa época. Este traslado permitió preservar una parte significativa del patrimonio bibliográfico del hospital, que pasó a formar parte de una de las bibliotecas más prestigiosas de España, proporcionando un testimonio único de la devoción y visión cultural de Pedro Fernández de Velasco y su linaje.
La fundación del hospital de la Vera Cruz y su biblioteca constituyen un ejemplo destacado de cómo la nobleza medieval ejercía su influencia no solo en el ámbito político, sino también en el cultural y espiritual, contribuyendo al desarrollo de instituciones que promovían la educación y el bienestar en sus dominios.

## ElSeguro de Tordesillas
Además de sus responsabilidades políticas y militares, Pedro Fernández de Velasco destacó por su contribución a la historiografía castellana de la época. Es especialmente conocido por la obra titulada Seguro de Tordesillas, una crónica detallada de las negociaciones políticas y los conflictos entre facciones nobiliarias durante el reinado de Juan II de Castilla, en particular durante el verano de 1439 en la villa de Tordesillas.
La obra ofrece una perspectiva privilegiada sobre las complejas relaciones entre los grandes linajes de Castilla, conocidos como los «ricoshombres», y sus interacciones con el monarca y su consejero, Álvaro de Luna, quien ejercía una gran influencia en la corte de Juan II. A través de esta crónica, Velasco documenta los acuerdos, negociaciones y ceremoniales que marcaron los intentos de mediación entre las distintas facciones, proporcionando una valiosa fuente para el estudio de las prácticas políticas y el protocolo de la nobleza castellana de la época.
El Seguro de Tordesillas es considerado un documento único en la historiografía castellana medieval, ya que ofrece no solo un relato de los hechos políticos, sino también una descripción detallada de la cultura cortesana y el ceremonial que rodeaba las reuniones de los nobles. La obra fue editada en 1992 por la profesora Nancy F. Marino, quien destacó su importancia como testimonio de las complejas alianzas y rivalidades que caracterizaban la nobleza castellana de la primera mitad del siglo XV.
Gracias a esta obra, Pedro Fernández de Velasco no solo es recordado como un destacado noble y militar, sino también como un cronista de su tiempo, cuya perspectiva nos permite entender mejor las dinámicas políticas y sociales de Castilla en el periodo de los Trastámara. Su Seguro de Tordesillas permanece como un recurso fundamental para historiadores interesados en el estudio de las relaciones de poder y la diplomacia nobiliaria en la Castilla medieval.

## Familia
En 1423, Pedro Fernández de Velasco contrajo matrimonio con Beatriz Manrique de Lara y Castilla, una destacada noble castellana perteneciente a la poderosa casa de Manrique de Lara. Esta unión fortaleció los lazos de la casa de Velasco con otros linajes influyentes de Castilla y aseguró la continuidad y el prestigio de su linaje. La pareja tuvo varios hijos, quienes ocuparon importantes cargos y títulos nobiliarios, consolidando la influencia de la familia en la política y sociedad castellanas.
Los hijos de Pedro Fernández de Velasco y Beatriz Manrique de Lara fueron:
- Pedro Fernández de Velasco y Manrique de Lara' (1425-1492), sucedió a su padre como condestable de Castilla y II conde de Haro. Se casó con Mencía de Mendoza y Figueroa, hija del I marqués de Santillana, Íñigo López de Mendoza.
- Francisco Fernández de Velasco y Manrique de Lara, contrajo matrimonio con Juana de Guzmán, fortaleciendo los vínculos familiares con la poderosa casa de Guzmán.
- Antonio de Velasco.
- Luis Fernández de Velasco y Manrique de Lara, señor de Belorado y del Val de San Vicente. Contrajo matrimonio con María Manrique de Lara, perteneciente a otra rama de la casa de Manrique de Lara.
- Sancho Fernández de Velasco y Manrique de Lara, conocido como «El Comendador», fue destacado en la Orden de Santiago.
- Leonor de Velasco, contrajo matrimonio con Juan de Tovar, estableciendo alianzas con la casa de Tovar.
- Fernando Fernández de Velasco y Manrique de Lara, señor del Valle de Villaverde. Contrajo matrimonio con Aldonza de Avellaneda, de la casa de Avellaneda.
- Juana Pérez de Velasco, casada Alonso Enríquez de Guzmán, II conde de Alba de Liste, fortaleciendo los lazos con la poderosa casa de Enríquez.
- María Pérez de Velasco, contrajo matrimonio con Alonso Enríquez de Quiñones, almirante de Castilla, consolidando una alianza con la autoridad naval de Castilla.

Además de sus hijos, Pedro Fernández de Velasco tenía varios hermanos que también desempeñaron papeles importantes en la nobleza castellana, contribuyendo a la red de poder de la familia. Entre sus hermanos se encuentran:
- Fernando de Velasco y Solier.
- María de Velasco y Solier, contrajo matrimonio con Diego de Guzmán, fortaleciendo vínculos con la casa de Guzmán.
- Alonso de Velasco y Solier, señor de Gandul y Marchenilla.
- Juan de Velasco y Solier.
- Diego de Velasco y Solier.

Los vínculos familiares y matrimonios de Pedro Fernández de Velasco y su esposa Beatriz Manrique de Lara permitieron a la casa de Velasco establecer una red de alianzas con otros importantes linajes de Castilla, consolidando su posición de poder e influencia en el reino. A través de sus descendientes, Pedro Fernández de Velasco y Beatriz aseguraron la continuidad y el fortalecimiento de su legado, contribuyendo a la estabilidad y preeminencia de la nobleza castellana en los siglos siguientes.

## Muerte
Pedro Fernández de Velasco falleció el 25 de febrero de 1470 en el convento franciscano de Medina de Pomar, donde fue enterrado.
| Predecesor: Fue el primero en ostentar el título | Conde de Haro 1369-1384          | Sucesor: Pedro Fernández de Velasco |
| Predecesor: Juan Fernández de Velasco            | Camarero mayor del rey 1418-1470 | Sucesor: Pedro Fernández de Velasco |